# Menhet, Menwi y Merti
Menhet, Menwi y Merti fueron tres esposas secundarias extranjeras del faraón Tutmosis III que fueron enterradas en una tumba excavada en la roca, ricamente equipadas, en Wady Gabbanat el-Qurud. Dos de sus nombres, en original Manhata, Manuwai y Maruta, son de origen semita oriental, aunque ninguno es hurrita. Cada una portaba el título de 'Esposa del Rey', y probablemente fueron solo miembros menores del harén real. No se sabe si las mujeres estaban relacionadas, ya que las caras de las tapas de sus vasos canopes son todas diferentes.

## La tumba de las esposas extranjeras de Thutmose III

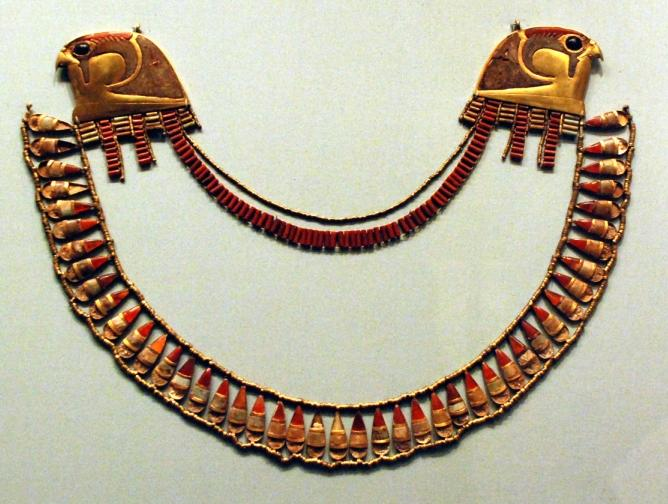
Uno de los collares de la tumba de las tres esposas de Thutmose III.

Su tumba fue descubierta en agosto de 1916 en los acantilados de las montañas del desierto en el valle suroeste cercano a Luxor y rápidamente saqueada por los lugareños de Qurna. Cuando las autoridades de antigüedades egipcias rastrearon el entierro en septiembre de aquel año, todo lo que quedaba en el sitio eran algunos objetos desechados por los ladrones. Originalmente había tres entierros intactos en el sitio. Solo el oro y objetos de piedra habían sobrevivido, mientras el material orgánico: ofrendas alimenticias, la tela, la madera y las momias se habían desintegrado debido a la humedad "que se filtraba a través de los acantilados superiores". Sin embargo, la mayor parte del ajuar funerario superviviente fue localizado y adquirido en el mercado de antigüedades en poco tiempo y muchos de los artículos ahora residen en el Museo Metropolitano de Arte de Nueva York.
Algunos de los tesoros encontrados dentro de la tumba incluyen diademas, cubrededos y sandalias de oro, collares y pulseras de oro, cornalina y vidrio, además de los vasos canopes. Cada uno de los brazaletes está inscrito con el cartucho de Thutmose III (en griego, Tutmosis III). Otros objetos encontrados en la tumba son los espejos de Hathor decorados con oro, plata y vidrio. Aunque la colección es impresionante, ninguno de los tocados y joyas emplea el motivo del buitre, reservado para las reinas principales.
Al igual que la tumba del acantilado de Hatshepsut que Howard Carter encontró en Uady A, la tumba de las esposas extranjeras de Thutmose también fue cortada en una grieta. Su entrada, sin embargo, "fue cortada en una plataforma a unos 10 metros del suelo, como la tumba de Tutmosis III en el Valle de los Reyes". La tumba de Menhet, Menwi y Merti consistía "en una única cámara sin decorar, de unos 5 x 7,5 metros, con 1,5 a más de 2 metros de altura".

## Galería

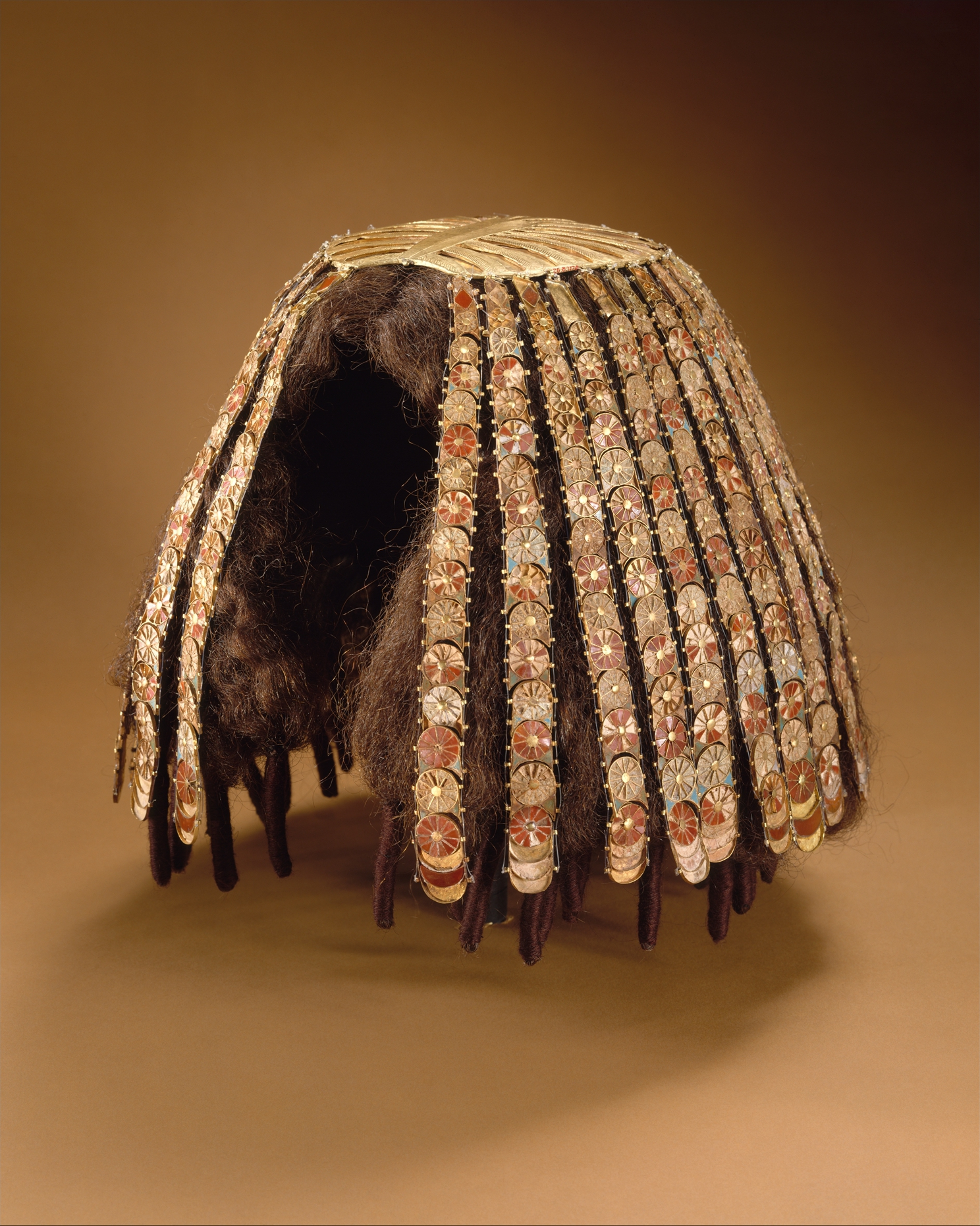
Adorno de peluca, una recreación aproximada (con las piezas originales). Confeccionado en oro, yeso, cornalina, vidrio y jaspe.
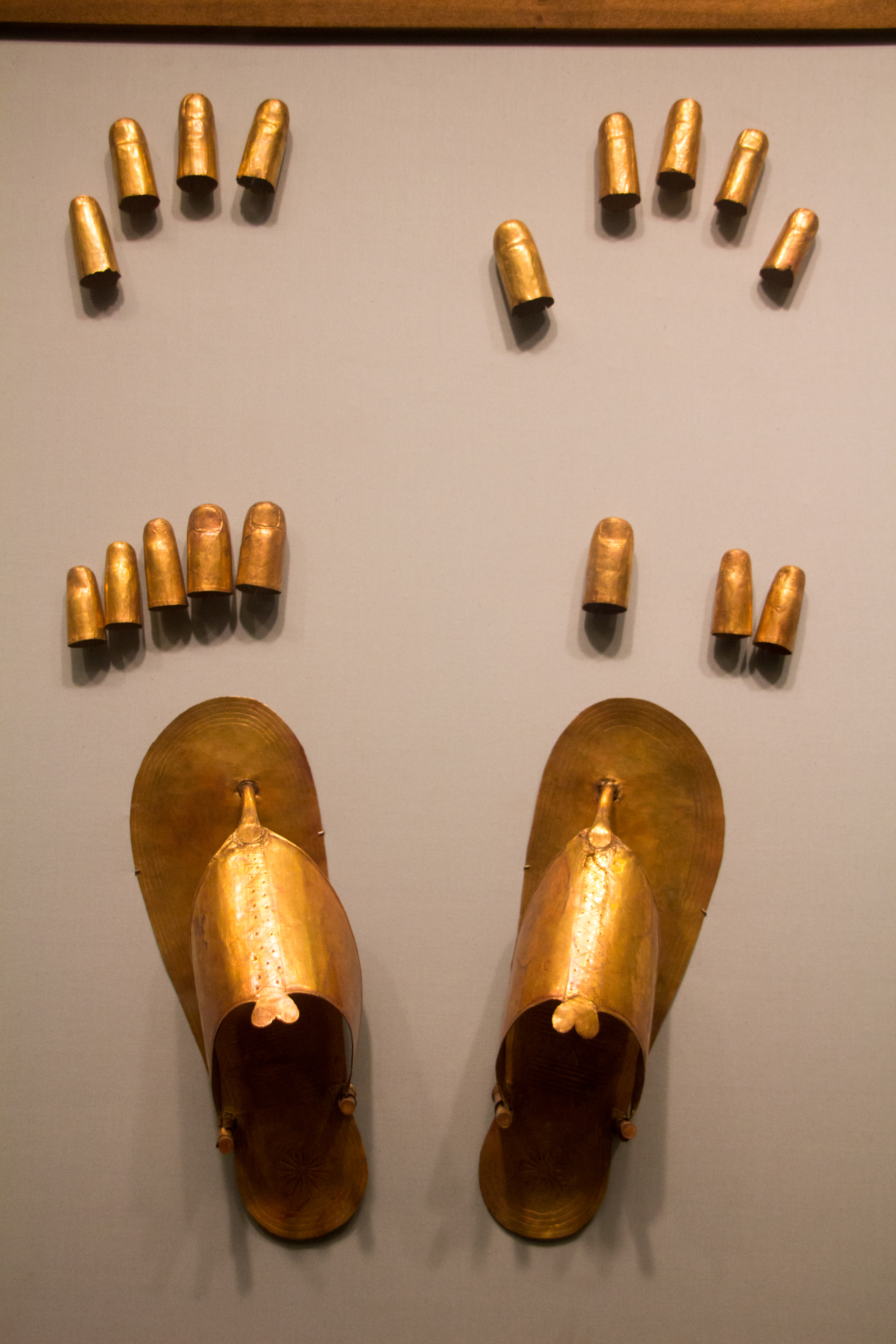
Cubrededos para los dedos de manos y pies de pan de oro, y sandalias de oro, en exhibición en el Museo Metropolitano de Arte.
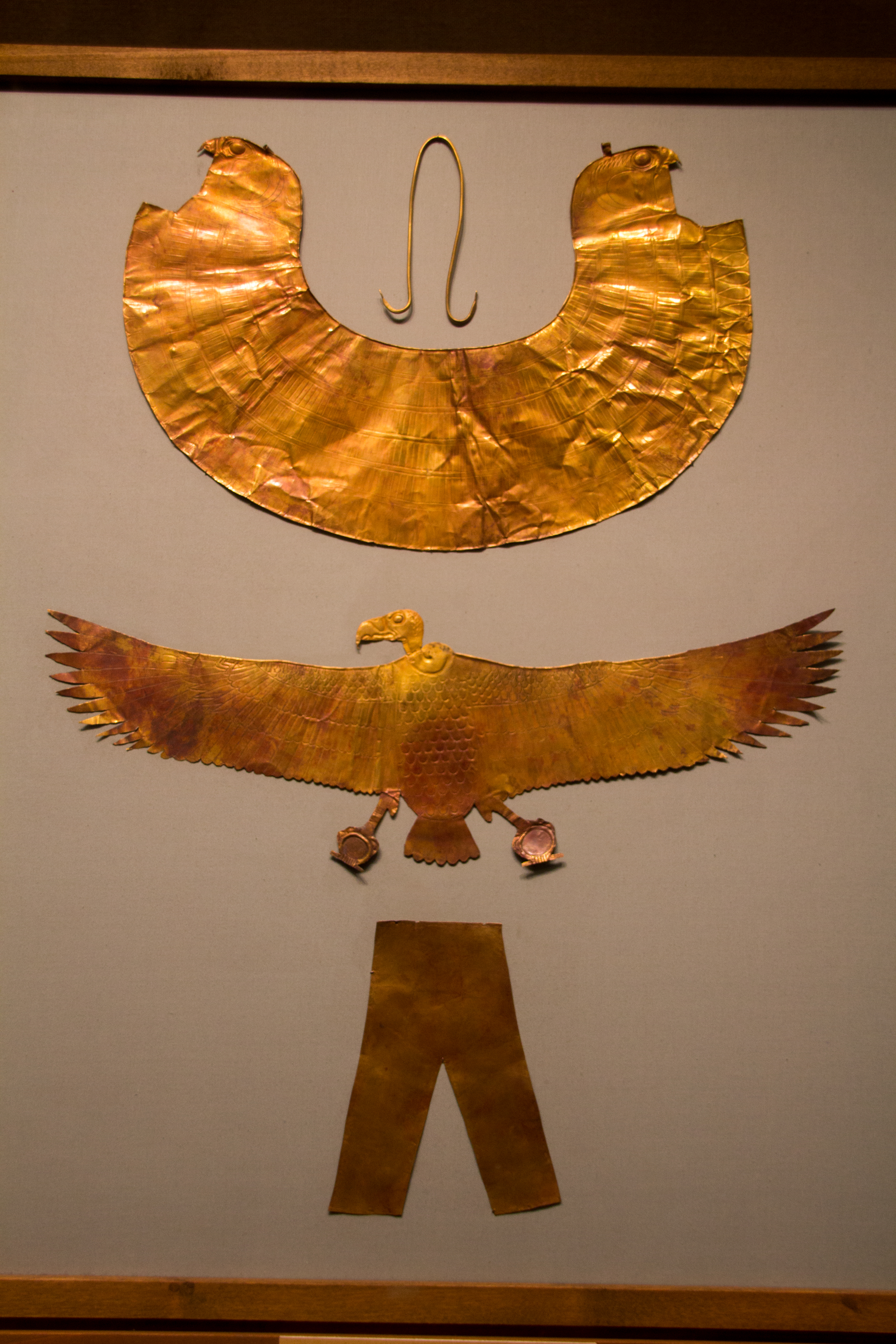
Amuletos y pectorales de pan de oro, originalmente sobre las momias.
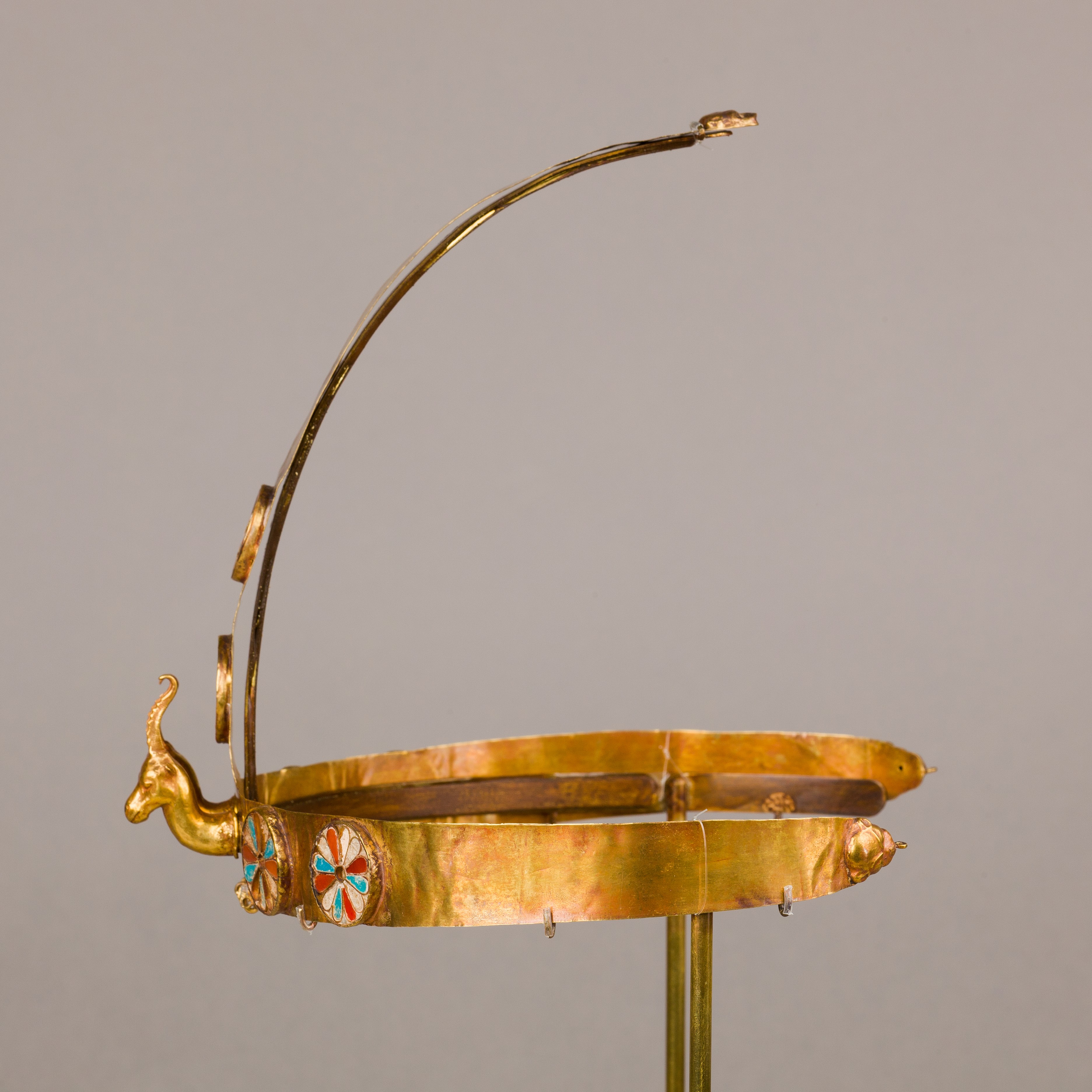
Diadema con dos cabezas de gacela, vista lateral.
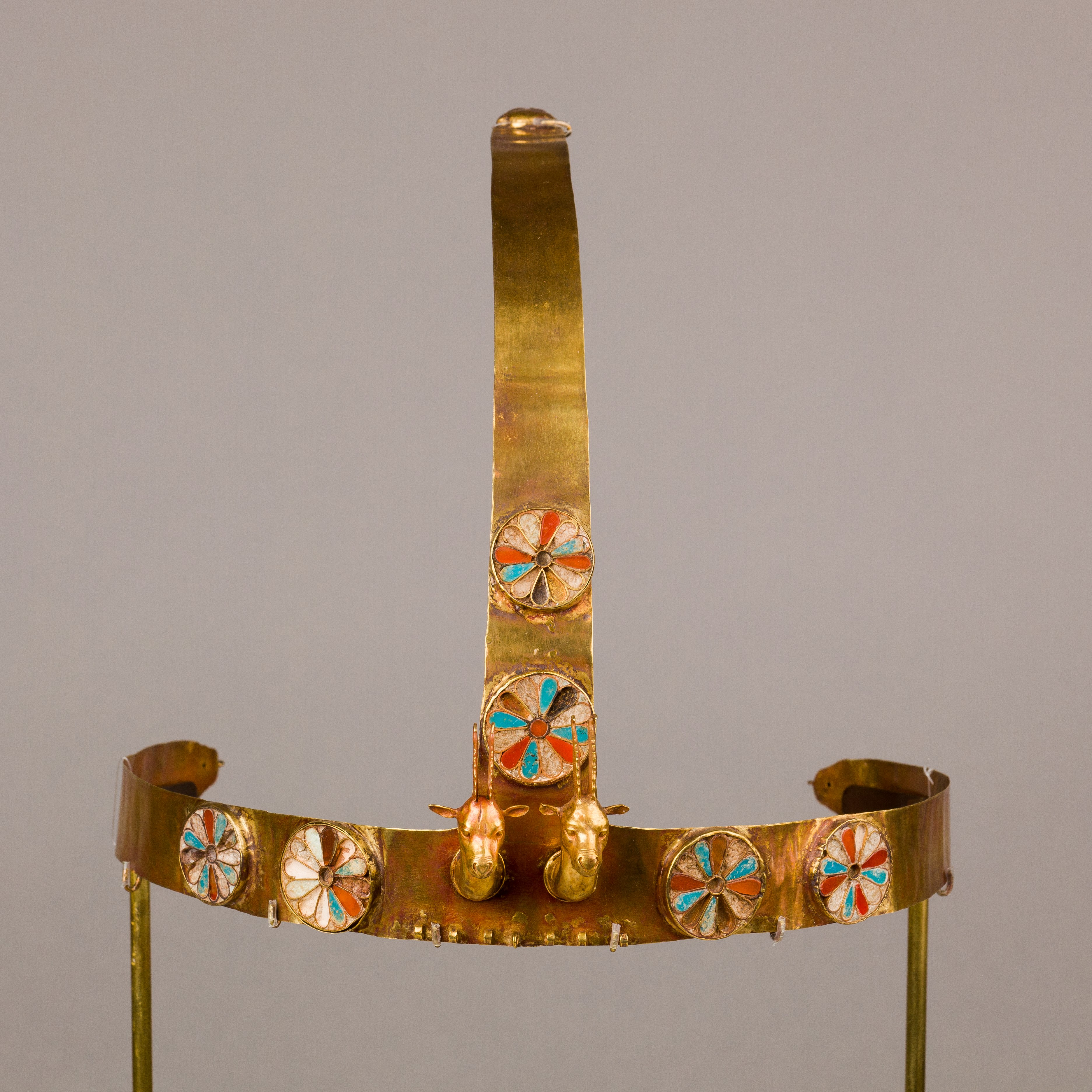
Diadema con dos cabezas de gacela, vista frontal.
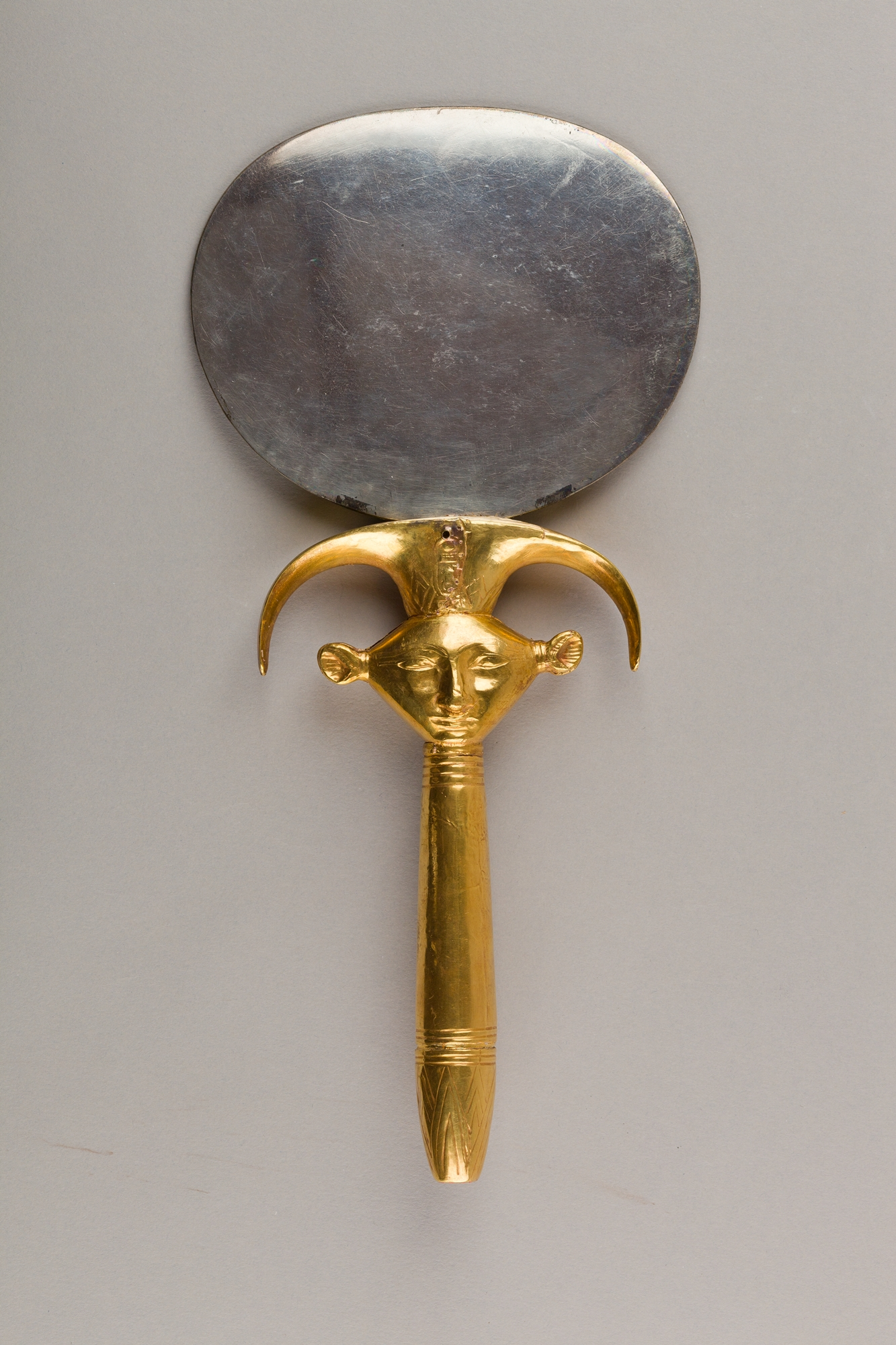
Espejo hathórico.
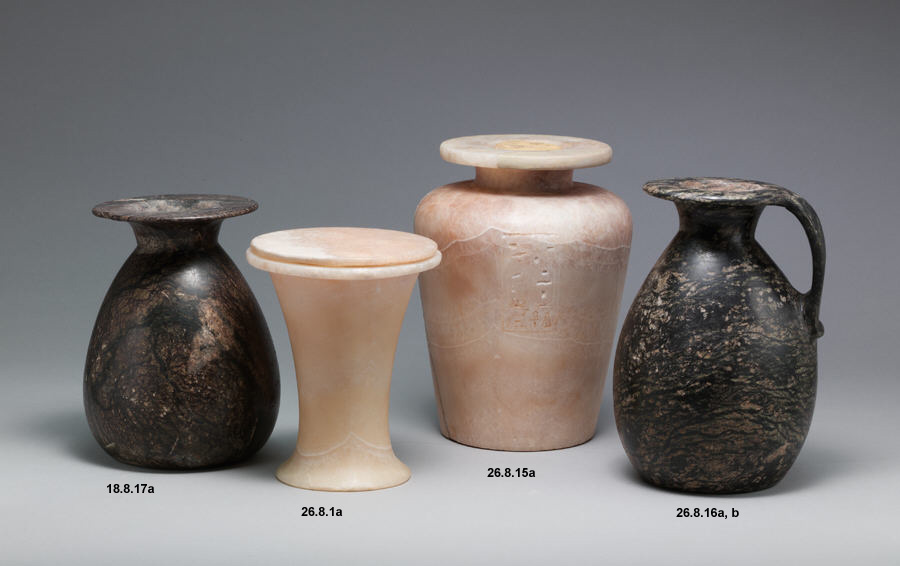
Jarritas y frascos de piedra para ungüentos.
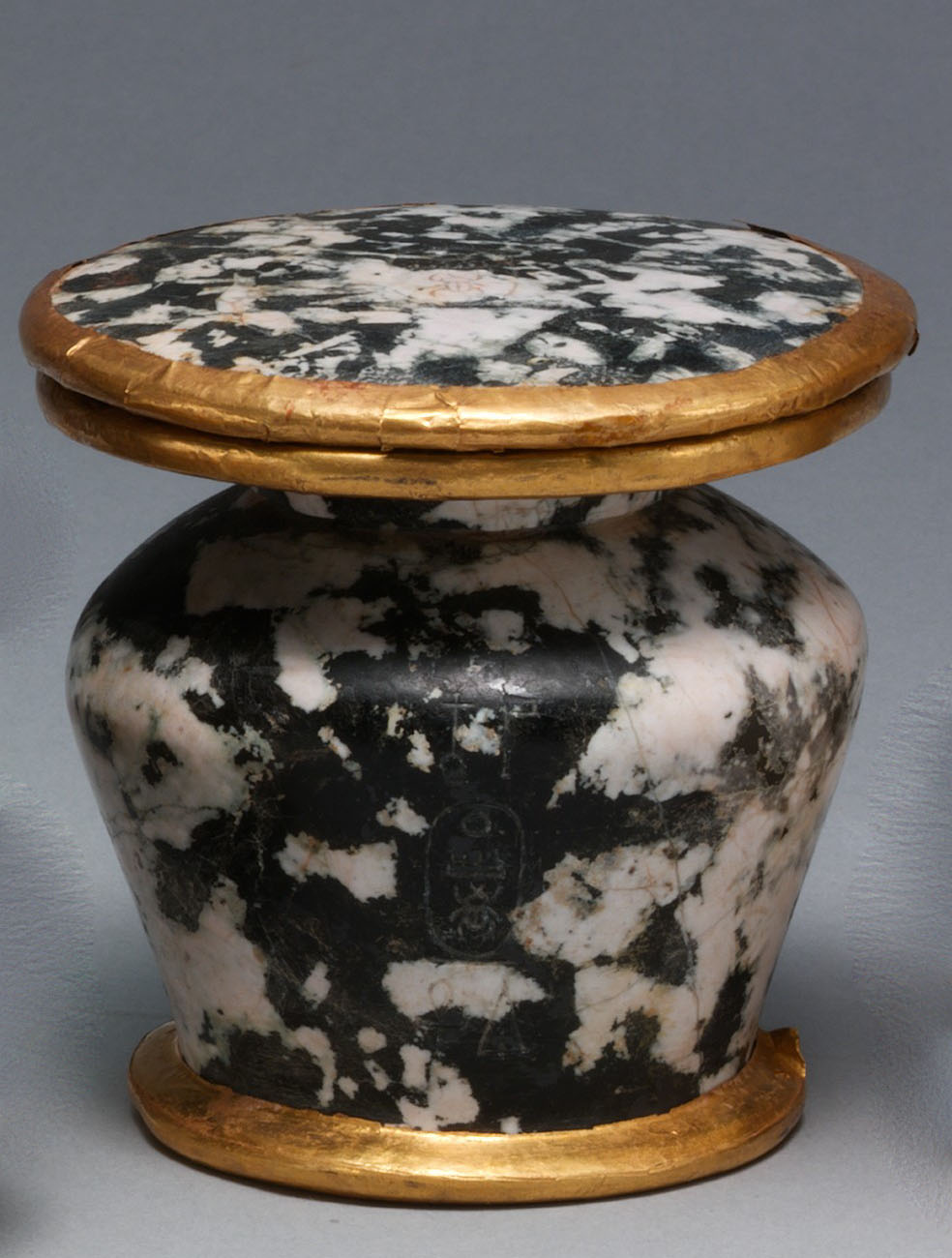
Tarro de alabastro para kohl con el nombre de Tutmosis III en la tapa.
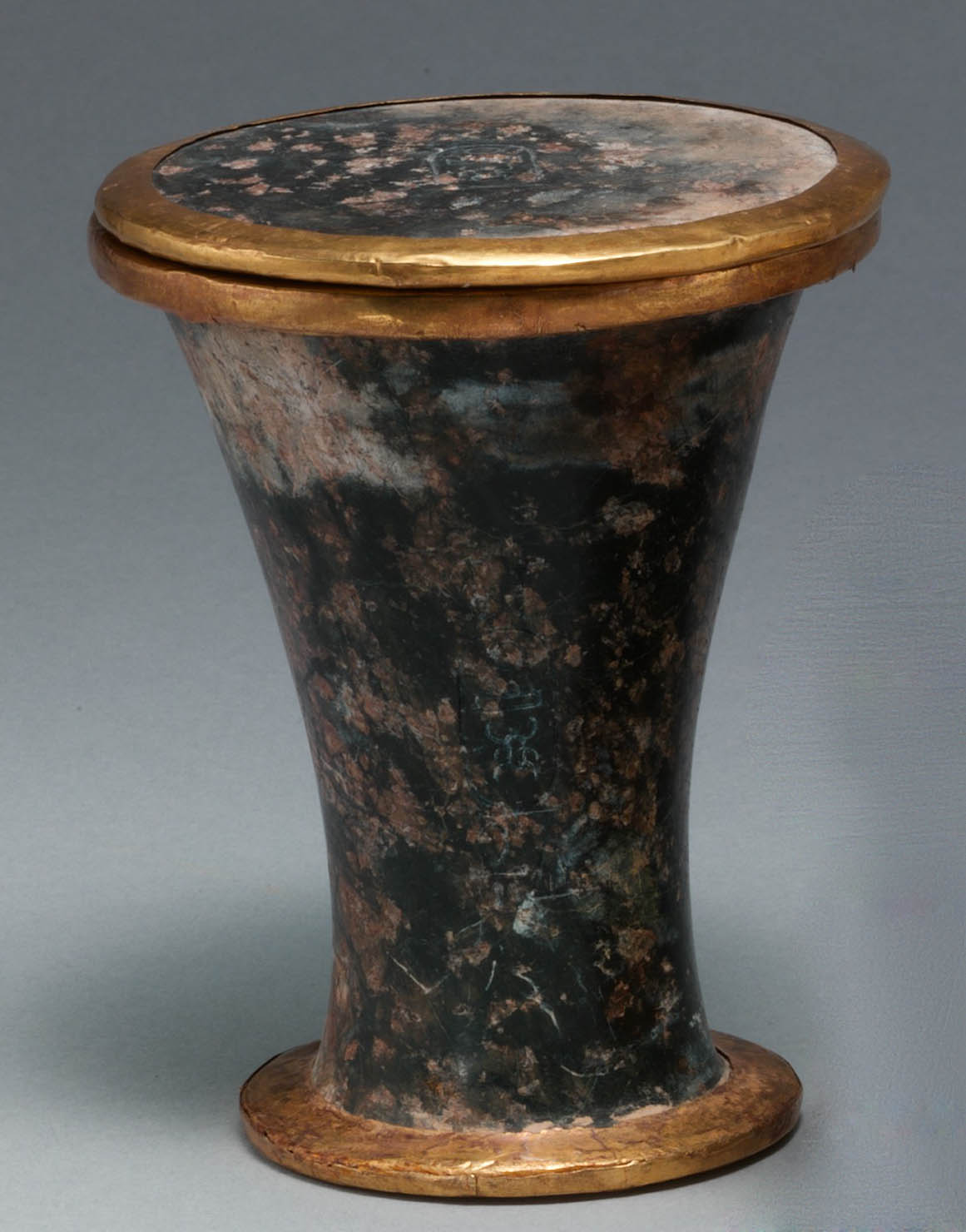
Frasco de pomada con el nombre de Tutmosis III en la tapa.
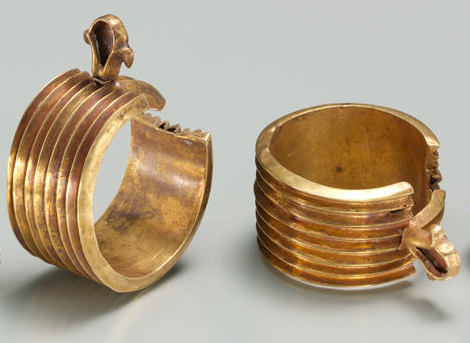
Pendientes acanalados de oro.
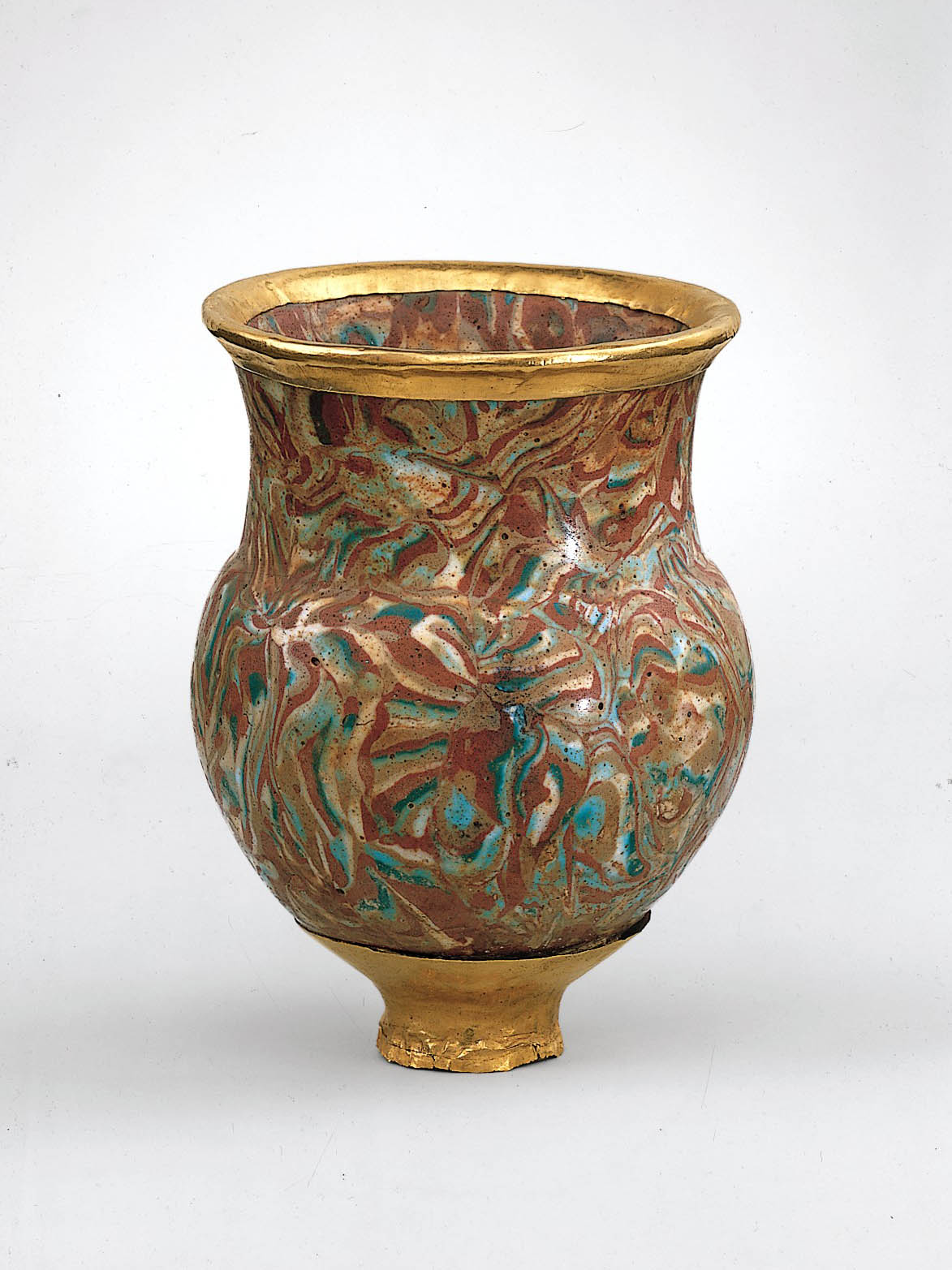
Copa para beber de estilo Mitani.
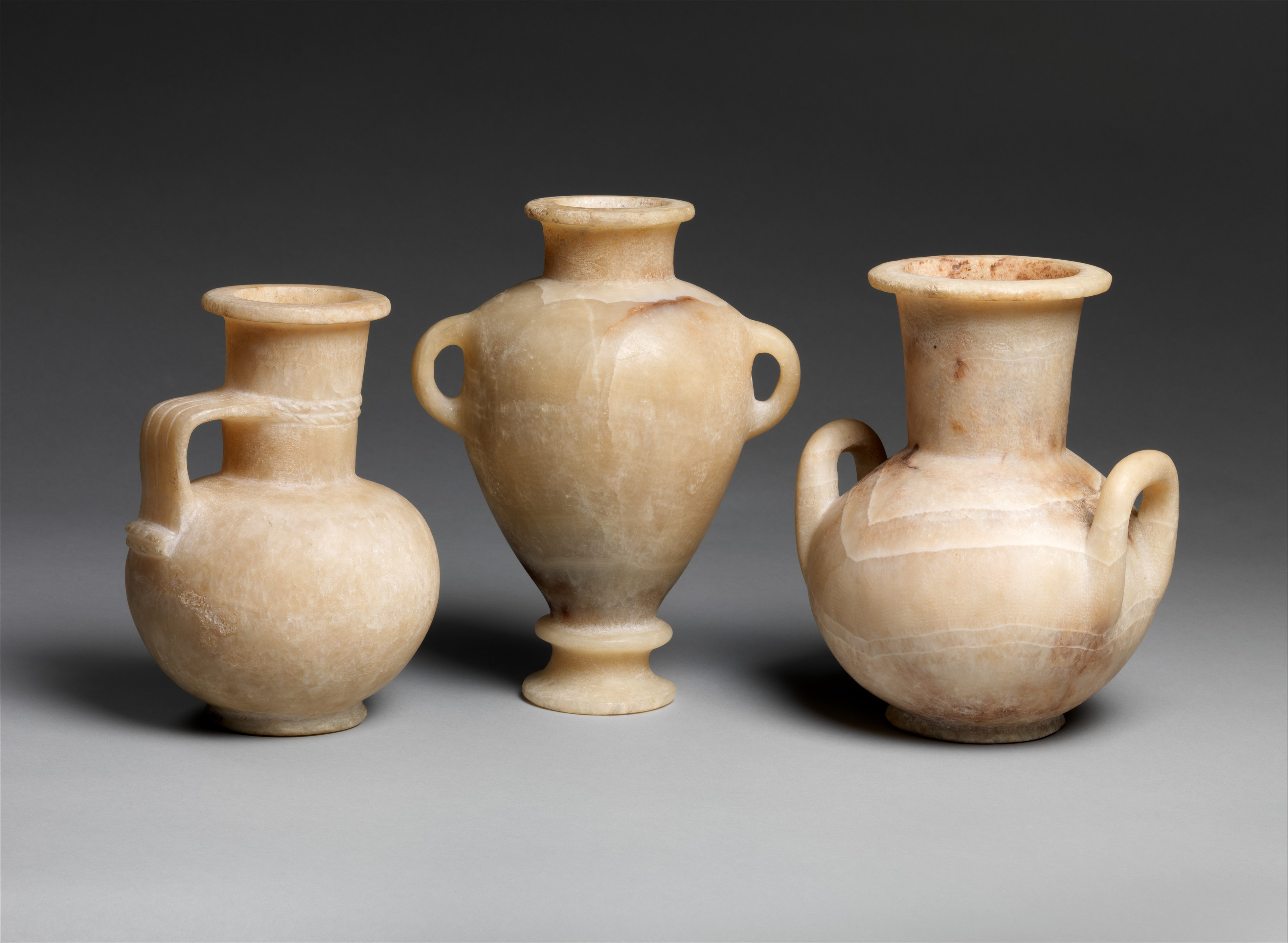
Jarras grandes con asas.
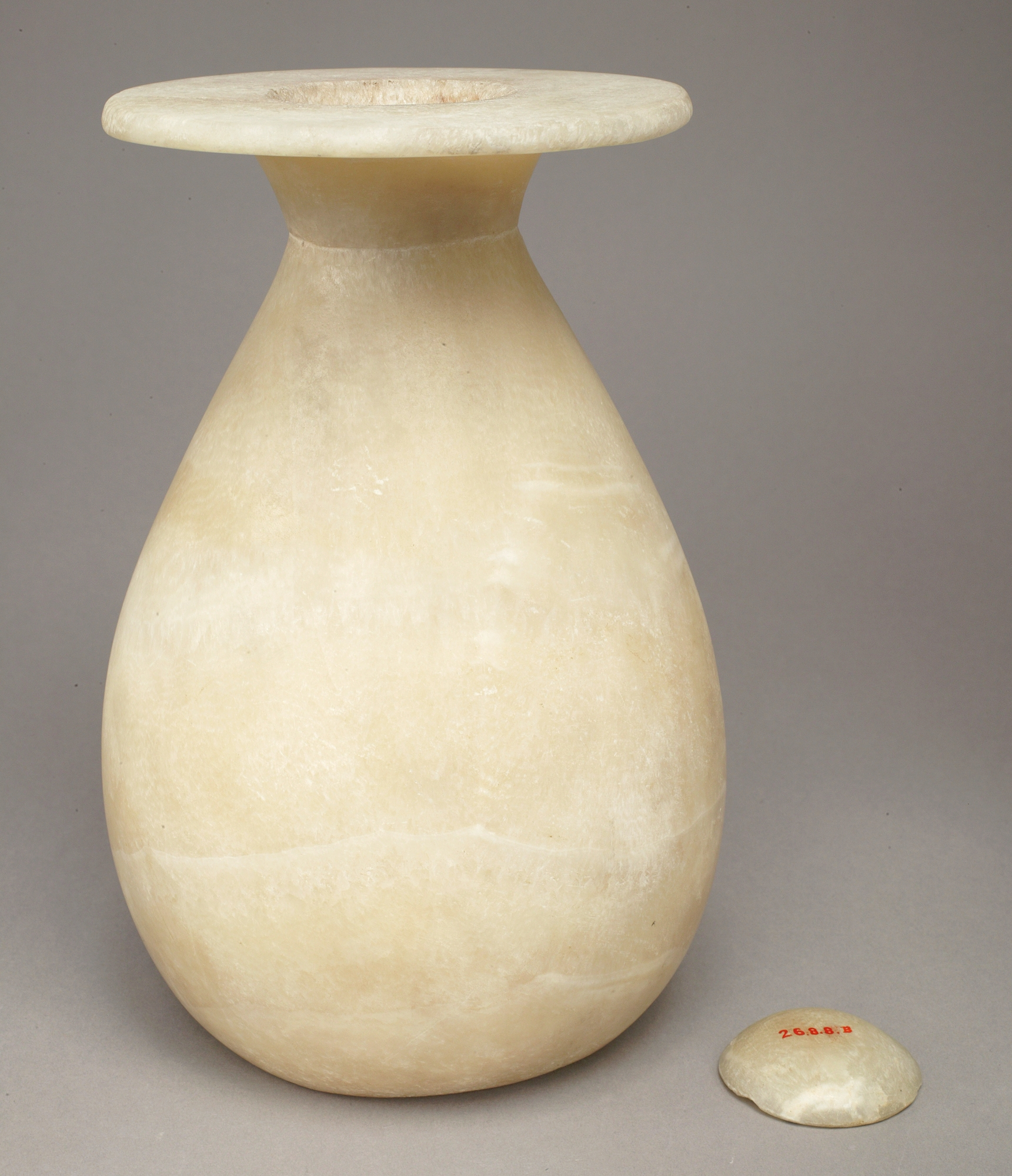
Frasco piriforme con el nombre de Hatshepsut como reina en la tapa.
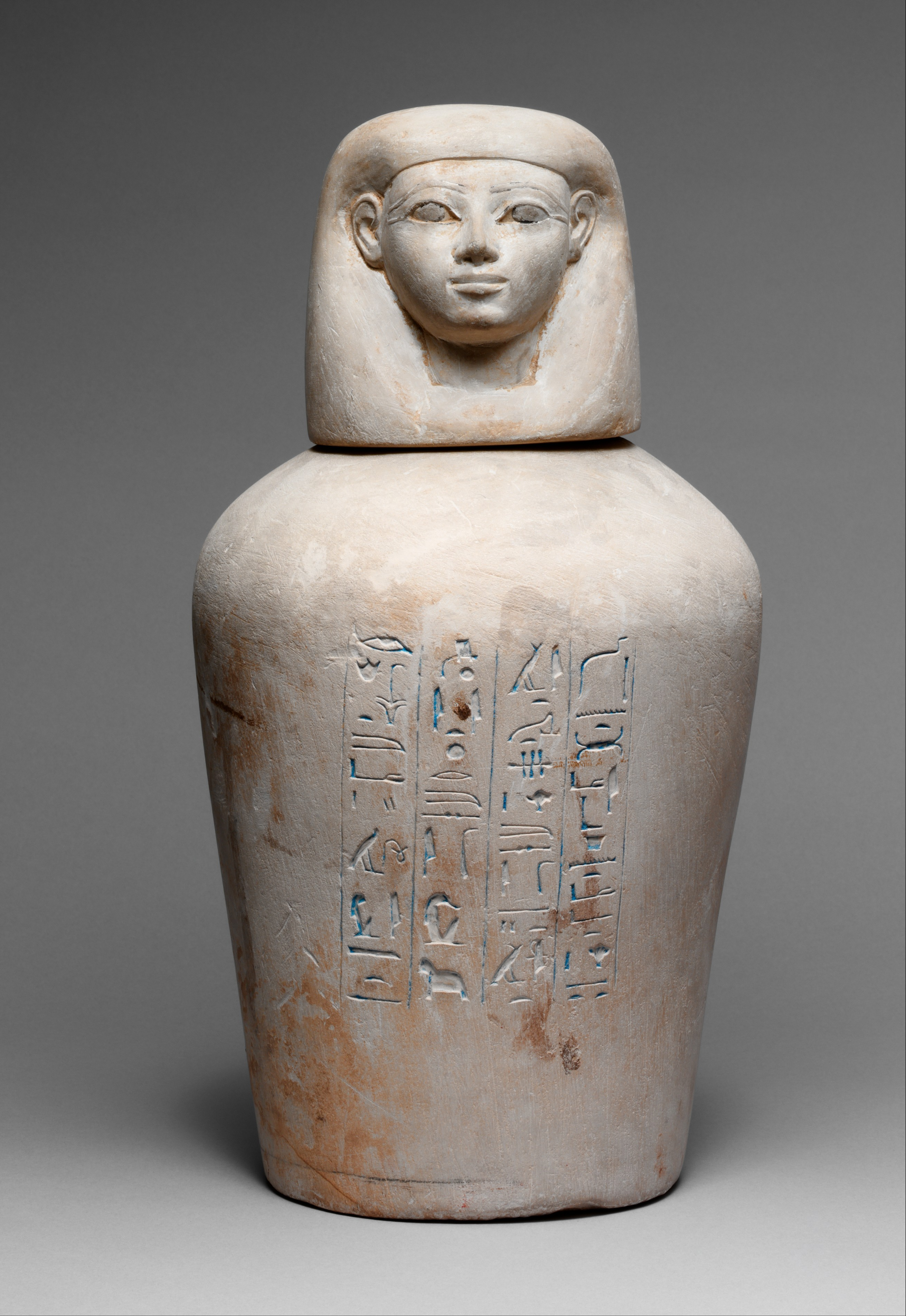
Vaso canope de Manuwai (Menwi).